# Magic Mountain (Washington)
Der Magic Mountain (dt. „Magischer Berg“ oder „Zauberberg“) ist ein Gipfel auf der Grenze zwischen den Countys Skagit und Chelan im US-Bundesstaat Washington. Er ist Teil der North Cascades. Der Magic Mountain liegt südöstlich des Cascade Pass auf der Grenze zwischen dem North Cascades National Park und der Glacier Peak Wilderness. Der nächste höhere Gipfel ist der Hurry-up Peak 0,83 mi (1,34 km) südlich. Yawning Glacier und Cache Col Glacier bedecken seine Nordflanke. Der Magic Mountain liegt am Nordende der Ptarmigan Traverse. Der Oberflächenabfluss der Nordseite des Berges fließt in den Stehekin River, während die Niederschläge der Südwestseite über den Cascade River abgeführt werden.

## Klima
Der Magic Mountain liegt in einer „Marine West Coast“ genannten Klimazone des westlichen Nordamerika. Die meisten Wetterfronten stammen vom Pazifik und bewegen sich nordostwärts auf die Kaskadenkette zu. Wenn die Fronten die North Cascades erreichen, werden sie durch die hohen Gipfel gezwungen aufzusteigen, was zu teils heftigen Niederschlägen in Form von Regen oder Schnee führt (Stauwirkung der Gebirge). Daraus resultieren hohe Niederschlagsmengen auf der Westseite der Kaskaden, insbesondere im Winter in Form von Schnee. Während der Wintermonate ist der Himmel normalerweise bedeckt, aber aufgrund der Hochdrucksysteme über dem Pazifik im Sommer sehr oft wolkenlos oder nur sehr gering bewölkt.:16 Aufgrund des maritimen Einflusses neigt der Schnee dazu, feucht und damit schwer zu sein, so dass eine hohe Lawinengefahr besteht.:16

## Geologie
In den North Cascades sind einige der am stärksten zerklüfteten Berge und Ketten der ganzen Kaskadenkette zu finden, dazu spitze Gipfel und Grate, tiefe Trogtäler und Granit-Spitzen. Geologische Ereignisse vor langer Zeit schufen diese vielfältige Topographie und drastische Höhenunterschiede, die zu den klimatischen Unterschieden führten. Diese Unterschiede führten zu einer Vielfalt der Vegetationsverhältnisse, die als unterschiedliche Ökoregionen wahrgenommen werden.
Die Entstehungsgeschichte der Kaskaden geht bis auf das späte Eozän vor vielen Millionen Jahren zurück. Während die Nordamerikanische Platte sich über die Pazifische Platte schob, gab es fortgesetzt Episoden von Vulkanismus. Außerdem bildeten kleine Fragmente der ozeanischen und der kontinentalen Lithosphäre, sogenannte Terrane, vor etwa 50 Millionen Jahren die North Cascades.
Während des Pleistozäns, das vor etwa zwei Millionen Jahren begann, gruben sich die wiederholt vorstoßenden und zurückweichenden Gletscher in die Landschaft, hinterließen aber auch Ablagerungen von Gesteinsschutt. Die U-förmigen Querschnitte der Flusstäler sind das Ergebnis der gegenwärtig noch anhaltenden Vereisung. Hebungen und Verwerfungen in Kombination mit der Vergletscherung waren die dominanten Prozesse, welche die hohen Gipfel und die tiefen Täler der North Cascades schufen.

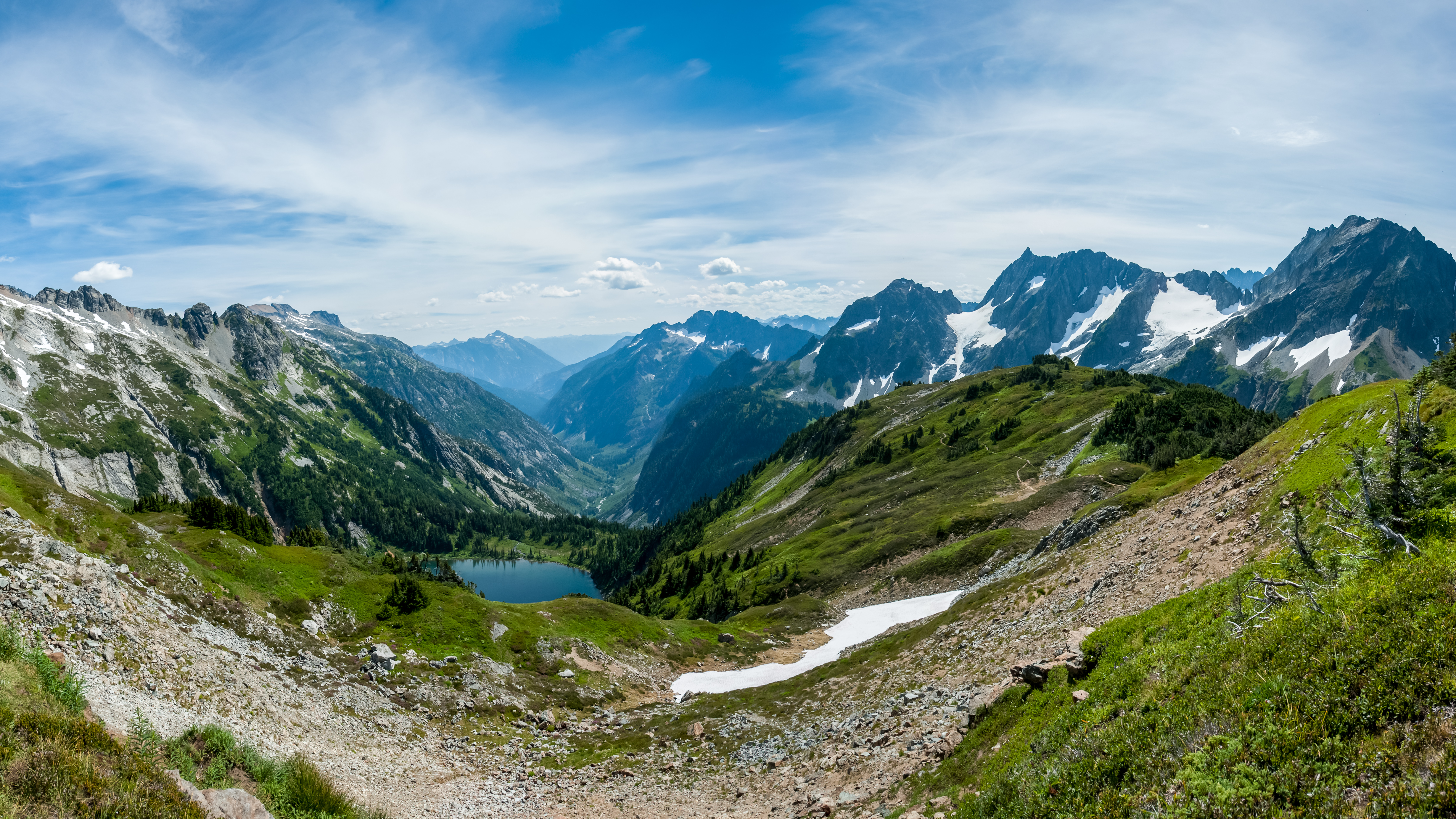
Der Magic Mountain, flankiert von Gletschern (rechts)